# Halenia
Halenia je málo známý, ale zajímavý rod rostlin z čeledi hořcovité. Jsou to byliny s jednoduchými vstřícnými listy a čtyřčetnými pravidelnými květy, poněkud připomínajícími květy škornice. Korunní lístky ve spodní části většinou vybíhají v dlouhou ostruhu. Rod zahrnuje asi 100 druhů a je rozšířen v Severní a Jižní Americe a Eurasii. Většina druhů roste v Andách. Do Evropy zasahuje jediný zástupce, rostoucí v Rusku.

## Popis
Zástupci rodu Halenia jsou jednoleté, dvouleté nebo vytrvalé byliny s jednoduchými vstřícnými listy. Listy jsou tenké nebo dužnaté, řapíkaté nebo přisedlé. Žilnatina je obvykle tvořena 3 až 5 hlavními žilkami. Květenství jsou většinou svazečky připomínající okolíky, řidčeji je hroznovité nebo klasovitý vrcholík. Květy jsou čtyřčetné. Kališní lístky jsou čárkovité až vejčité nebo lžicovité. Koruna je bílá, žlutá, zelená nebo purpurová, zvonkovitá, s různě dlouhou korunní trubkou. Na bázi korunní trubky jsou většinou 4 nápadné ostruhy, u některých andských druhů jsou však krátké nebo i téměř chybějí. Korunní laloky jsou eliptické nebo vejčité, tupé nebo špičaté, ven prohnuté. Tyčinky jsou 4 a nevyčnívají z květů. Semeník je srostlý ze 2 plodolistů a obsahuje jedinou komůrku s mnoha vajíčky. Blizna je v podstatě přisedlá, dvoulaločná. Plodem je zploštělá tobolka pukající 2 chlopněmi a obsahující mnoho kulovitých nebo lehce zploštělých semen.

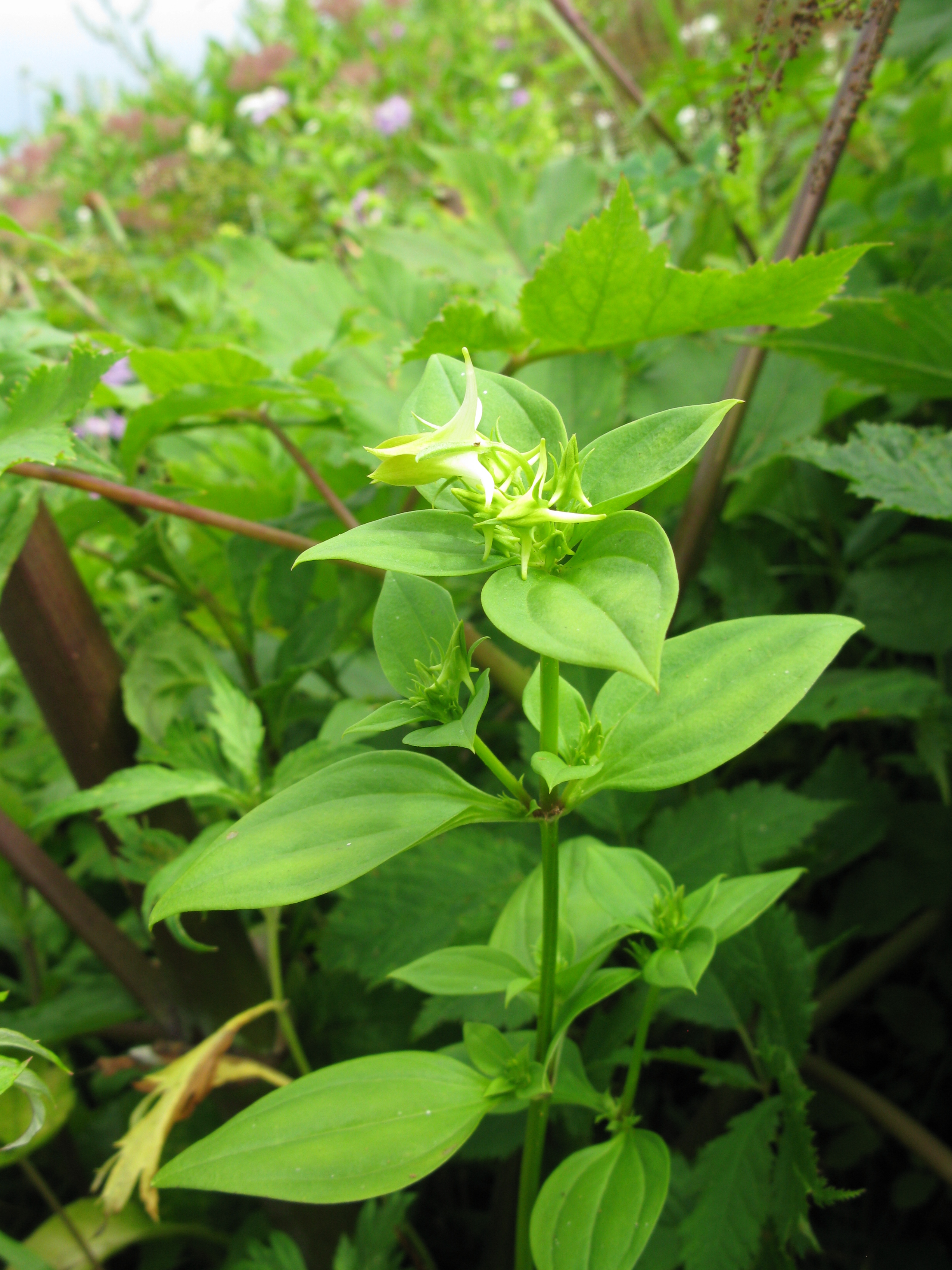
Euroasijský druh Halenia corniculata
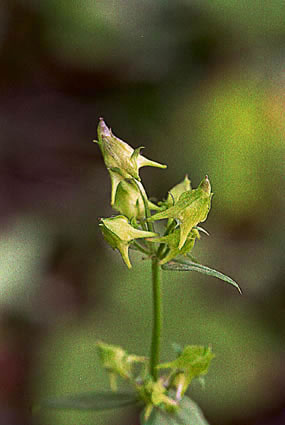
Severoamerický druh H. deflexa
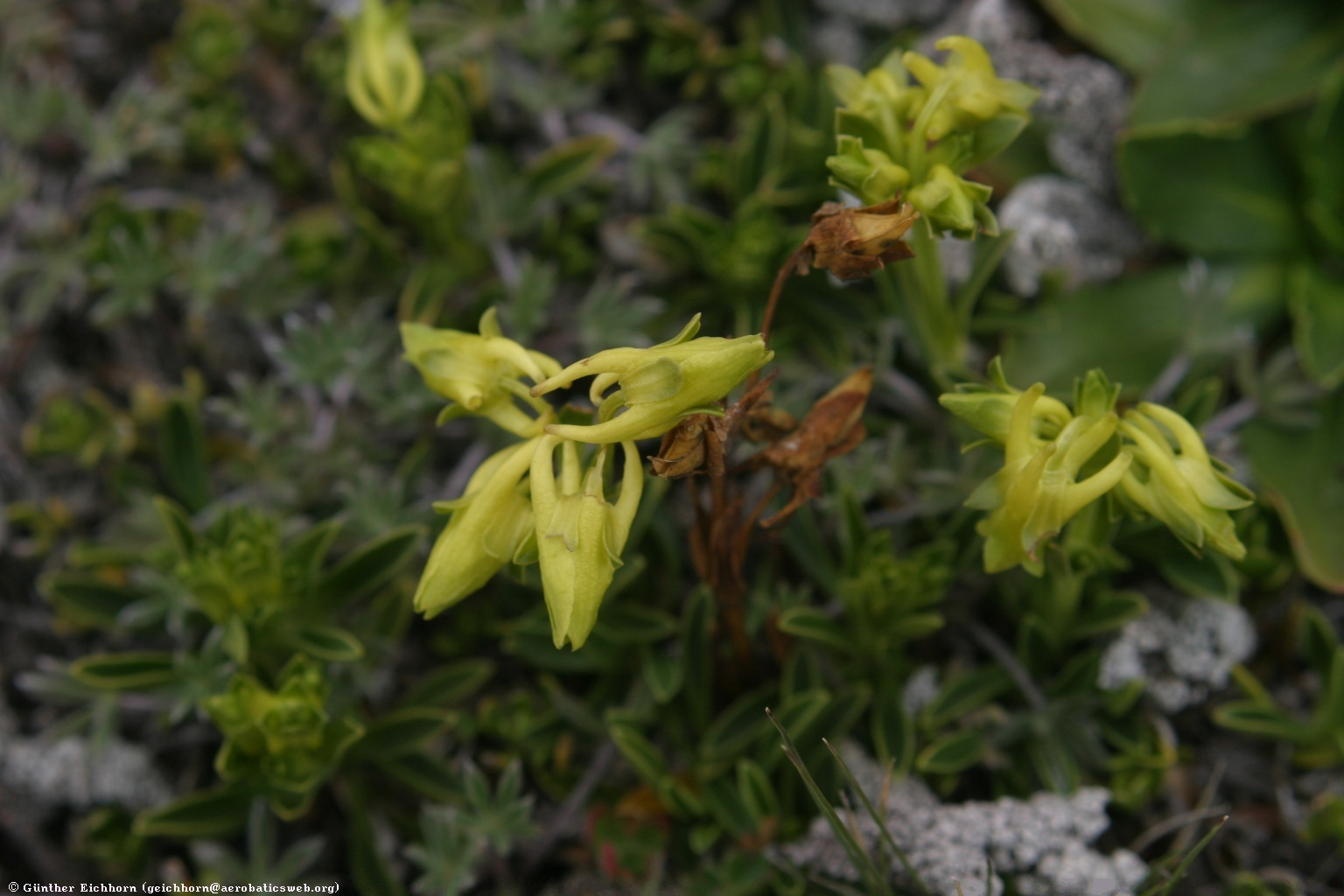
Andský druh Halenia weddelliana
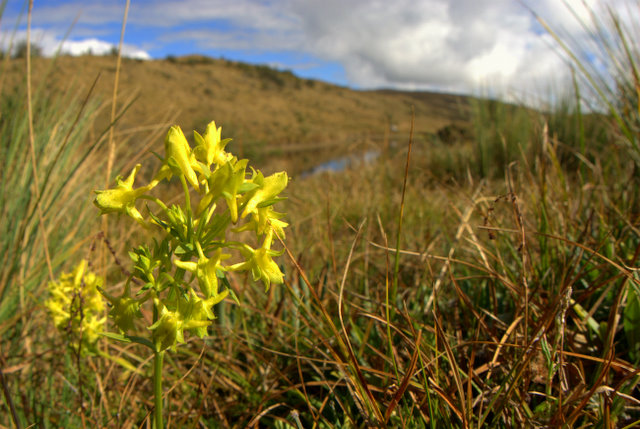
Halenia sp. v peruánských Andách

## Rozšíření
Rod Halenia zahrnuje okolo 100 druhů. Je rozšířen v Severní i Jižní Americe, Asii a Evropě. Centrum rozšíření je v jihoamerických Andách.
V Evropě se vyskytuje pouze druh Halenia corniculata, který zasahuje z Asie do evropské části Ruska.
V Severní Americe rostou 2 druhy. Halenia deflexa je rozšířena v Kanadě a severní polovině USA, H. recurva (syn. H. rothrockii) se vyskytuje v jižních USA (Arizona a Nové Mexiko) a v Mexiku.
Celkový areál rodu v Americe je rozčleněn do 3 samostatných částí. Největší počet druhů roste v jihoamerických Andách, kde jejich výskyt sahá od Kolumbie a Venezuely až po Bolívii a severní Argentinu. Většina druhů je soustředěna do severní části areálu, kde se vyskytuje mnoho endemických druhů. Do Argentiny zasahuje jediný druh, Halenia hieronymi. Další areál výskytu je v Severní a Střední Americe od Arizony a Nového Mexika (Chiricahua Mountains) po Kostariku. Zde se mimo několika všeobecně rozšířených druhů vyskytuje řada endemitů, které jsou vesměs vázány na vulkanické oblasti. Třetí samostatnou část celkového areálu představuje oblast rozšíření Halenia deflexa, která sahá od arktických oblastí na severu (Severozápadní teritorium) přes celou Kanadu na jih po Illinois a Wyoming.
V Asii se vyskytují pouze 2 druhy. H. corniculata má rozsáhlý areál, sahající od evropské části Ruska po ruský Dálný východ, Japonsko a Čínu. Druh H. elliptica roste v oblasti od Střední Asie přes Himálaj a Čínu až po Myanmar.
Navzdory tomu, že největší počet druhů rodu Halenia roste v Andách, je vývojové centrum rodu v Asii. Molekulárními studiemi bylo zjištěno, že oba asijské druhy tvoří bazální, nejstarší větve vývojového stromu daného rodu. Dalším bazálním druhem je severoamerický druh H. deflexa, což naznačuje možnou cestu šíření rodu z Asie přes Severní Ameriku až do Latinské Ameriky, kde následně došlo k mohutné speciaci.

## Ekologické interakce
Většina druhů rodu Halenia má květy s dlouhými ostruhami shromažďujícími nektar. Takové květy navštěvují většinou můry a jiný hmyz s dlouhým sosákem. Konkrétní opylovači květů Halenia však dosud nejsou známi.

## Taxonomie
Rod Halenia je v rámci čeledi hořcovité řazen do tribu Gentianeae a subtribu Swertiinae. Nejblíže příbuznými skupinami jsou dle výsledků molekulárních studií rod Veratrilla a někteří zástupci silně parafyletického rodu Swertia (kropenáč).